# Trixoscelis sexlineata
Trixoscelis sexlineata är en tvåvingeart som beskrevs av Frey 1949. Trixoscelis sexlineata ingår i släktet Trixoscelis och familjen myllflugor.
Artens utbredningsområde är Madeira. Inga underarter finns listade i Catalogue of Life.